# 阿爾巴尼亞甲組足球聯賽
阿爾巴尼亞甲組足球聯賽（是阿爾巴尼亞第二級別的職業足球聯賽。
聯賽成立於1930年，2004–05賽季起正式名命為阿爾巴尼亞甲組足球聯賽。自2023–24賽季起，參賽球隊數量為12支。
- 聯賽第一及第二名會升級至阿爾巴尼亞超級足球聯賽。
- 聯賽第三名會與超級聯賽的倒數第三名參加升降級附加賽。
- 聯賽倒數第一及倒數第二名會被降級至阿爾巴尼亞乙組足球聯賽。
- 聯賽倒數第三及倒數第四名會與乙組聯賽的第三及第四名參加升降級附加賽。

## 外部連結
- FutbolliShqiptar.net（阿爾巴尼亞文）
- League （页面存档备份，存于） at soccerway.com